# Tegalwulung
Tegalwulung is een bestuurslaag in het regentschap Brebes van de provincie Midden-Java, Indonesië. Tegalwulung telt 4414 inwoners (volkstelling 2010).